# Drajok
Drajok (niem. Dreieck Kolonie) – część Katowic, znajdująca się na terenie dzielnicy Zawodzie, przy ulicy Burowieckiej, w sąsiedztwie ulicy Bagiennej i alei W. Roździeńskiego, nad Rawą. Obecna zabudowa osady pochodzi z II połowy XIX wieku, a także znajduje się tu krzyż z 1904 roku. Z osadą związanych jest kilka znanych osób: Zofia Koniarkowa, Kazimierz Skiba i Konstanty Wolny. 

## Historia

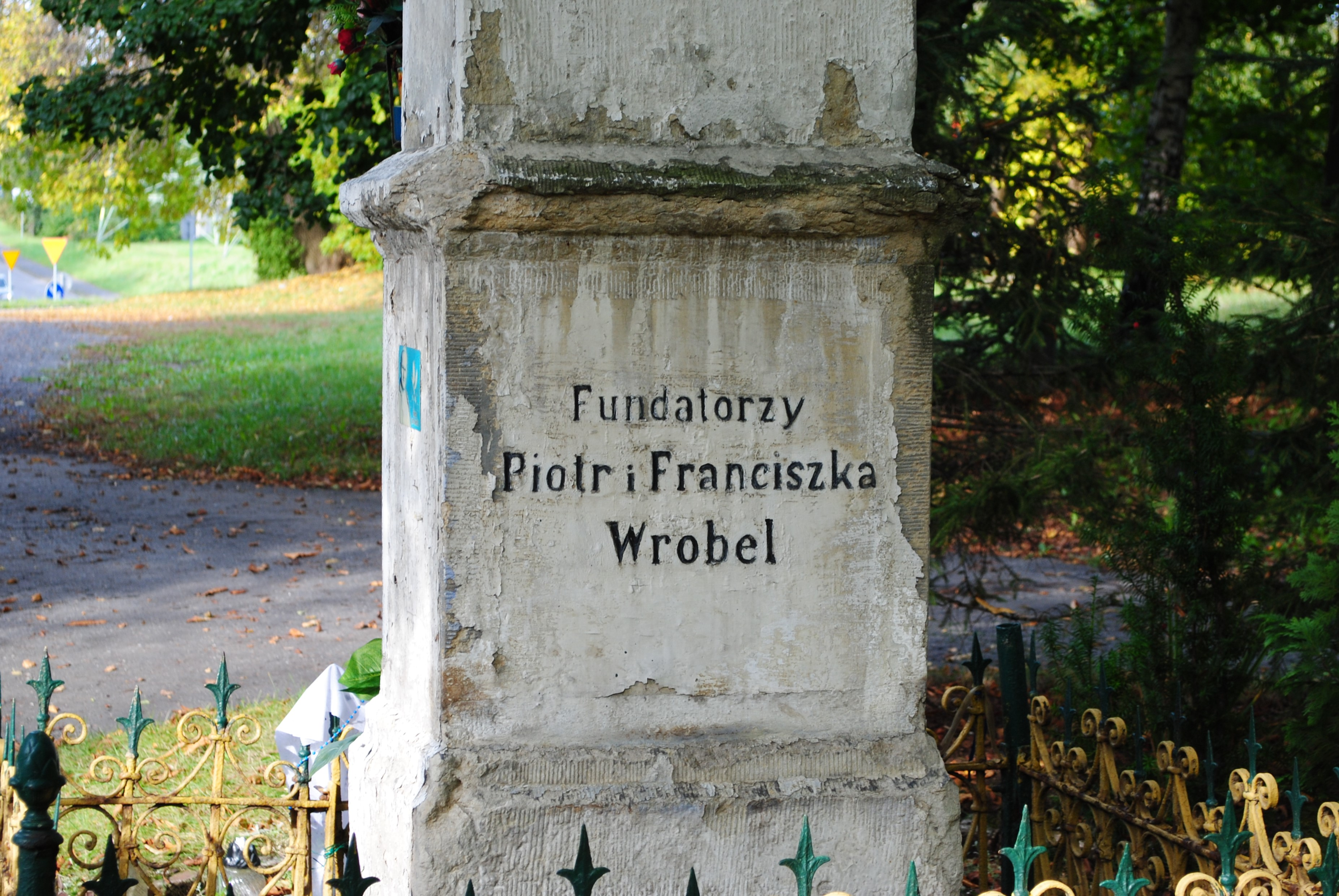
Fragment krzyża w Drajoku z nazwiskami fundatorów

Nazwa osady pochodzi od trójkątnego skrzyżowania torów kolejowych, które znajdowało się w pobliżu osady. Obecna zabudowa Drajoku powstała w drugiej połowie XIX wieku. Stała tu również, przeniesiona w późniejszym czasie do Górnośląskiego Parku Etnograficznego w Chorzowie, chata ostatniego sołtysa Katowic Kazimierza Skiby – on i jego rodzina żyli w Drajoku. Znajduje się tu kamienny krzyż z 1904 roku. Na kapliczce znajduje się następująca inskrypcja: Matko nasza miłościwa, któraś pod krzyżem Syna swego stała troskliwa, bądź nam w godzinę śmierci litościwa. Fundatorzy proszą o pobożny Ojcze nasz i Zdrowaś Maryja za dusze w czyścu cierpiące 1904. Fundatorami kapliczki są Piotr i Franciszka Wróbel.
W Drajoku mieszkała Zofia Koniarkowa – działaczka narodowa i uczestniczka powstań śląskich. Wychowywał się tu również Konstanty Wolny – górnośląski działacz narodowy i społeczny. Dom rodziny Wolnych nie przetrwał do obecnych czasów. 
Do początku XX wieku mieszkańcy Drajoka trudnili się produkcją węgla drzewnego. W pierwszych dwóch dekadach XX wieku Drajok był ważnym miejscem zbiórek polskich organizacji narodowych. Uczestnicy obradowali wówczas w restauracji Woźnicy. Dnia 15 października 1924 roku Drajok wraz z całymi Bogucicami i Zawodziem został włączony do Katowic. Do lat 30. XX wieku w Drajoku znajdowały się pola uprawne, a po II wojnie światowej funkcjonowały na jej terenie warsztaty mechaniczne.
Drajok był połączony z Bogucicami ulicą Ryszarda, a ulica Burowiecka prowadziła na Burowiec. Gdy do lat 70. XX wieku przebudowano sieć drogową wokół Drajoka – powstała m.in. aleja Walentego Roździeńskiego, teren dookoła został pokryty gąszczem dróg szybkiego ruchu i licznych rozjazdów przez co mieszkańcy zostali oddzieleni od większych skupisk ludzi, a sama zaś osada została zmniejszona. 

## Galeria

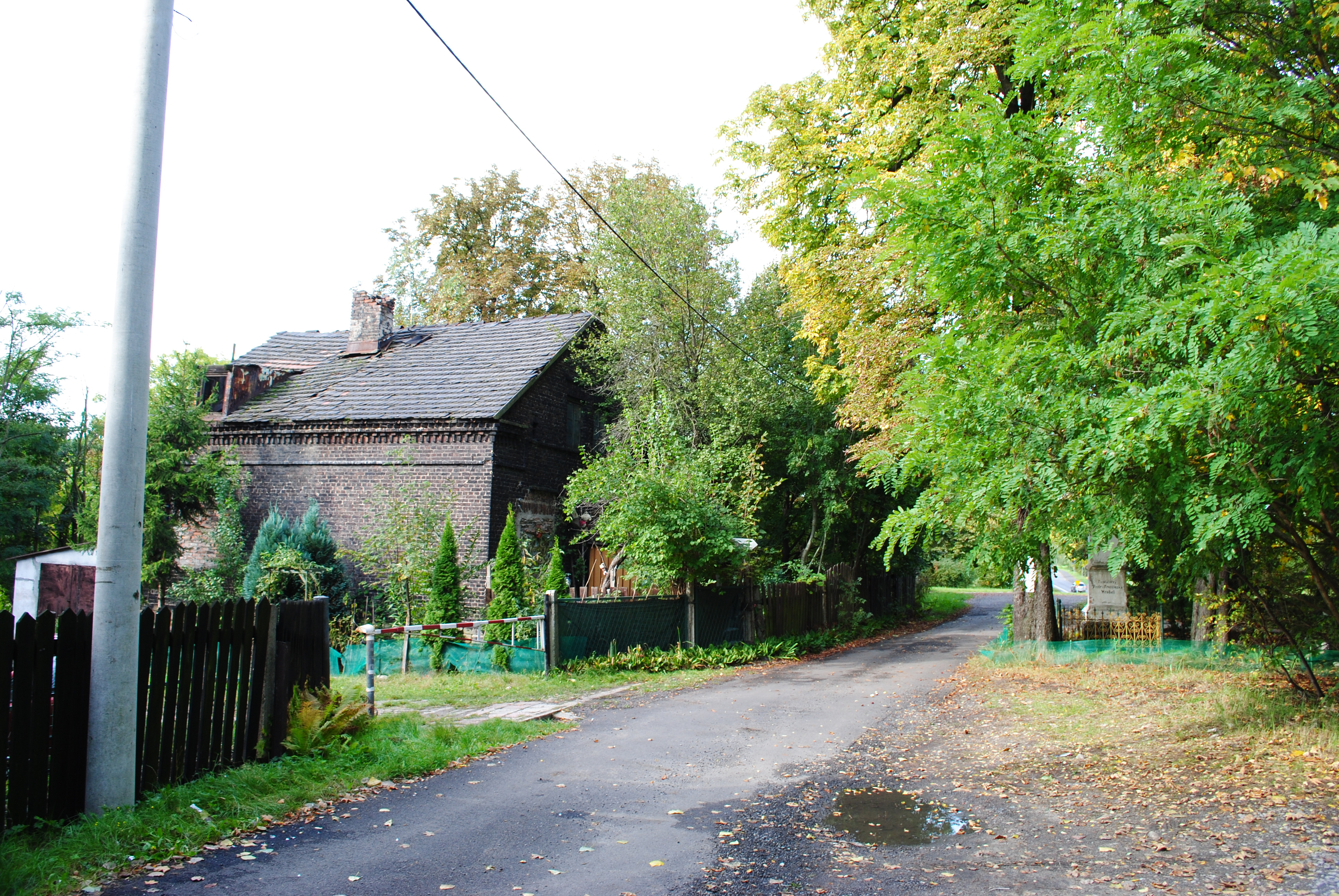
Zabudowa Drajoka
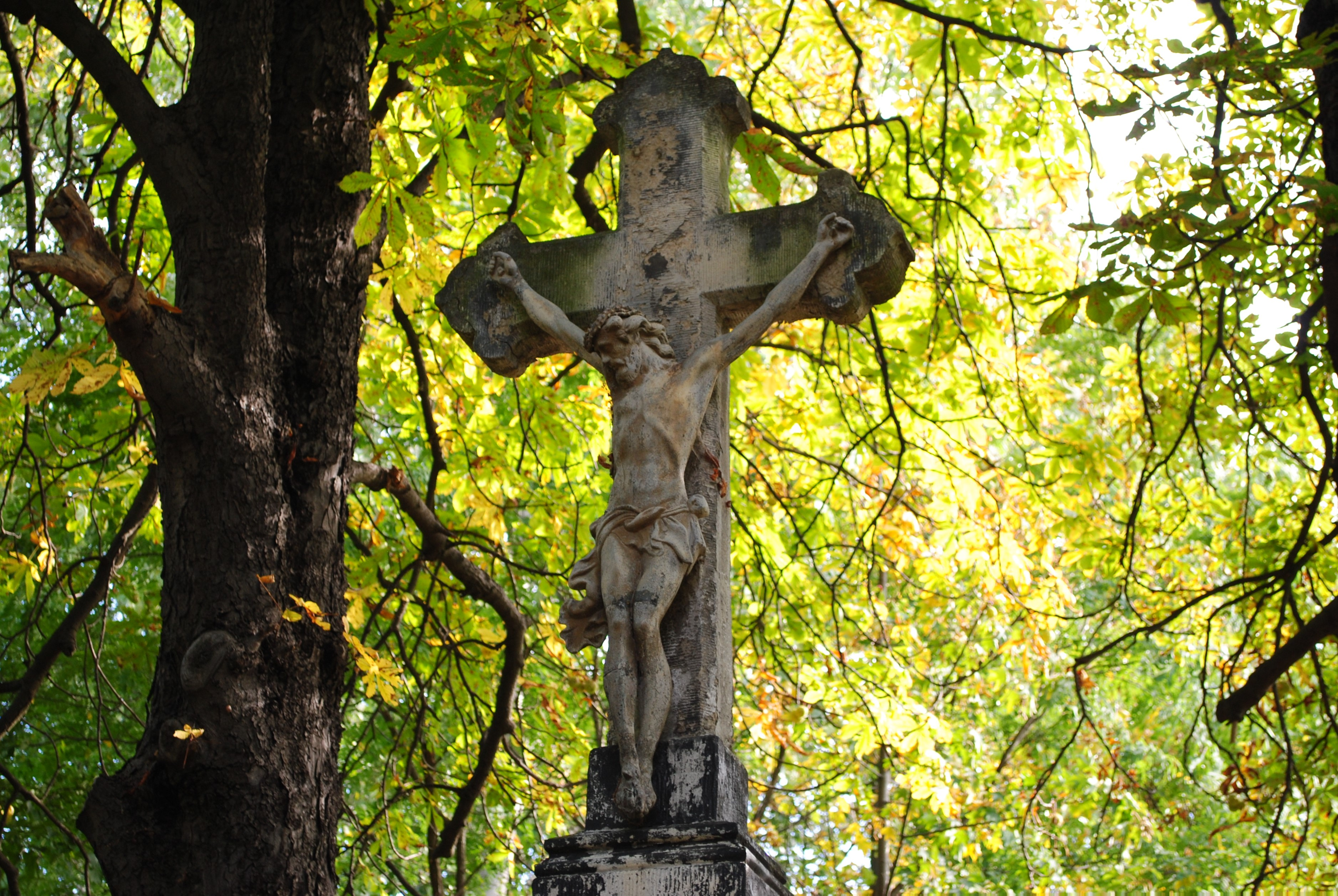
Fragment krzyża z 1904 roku
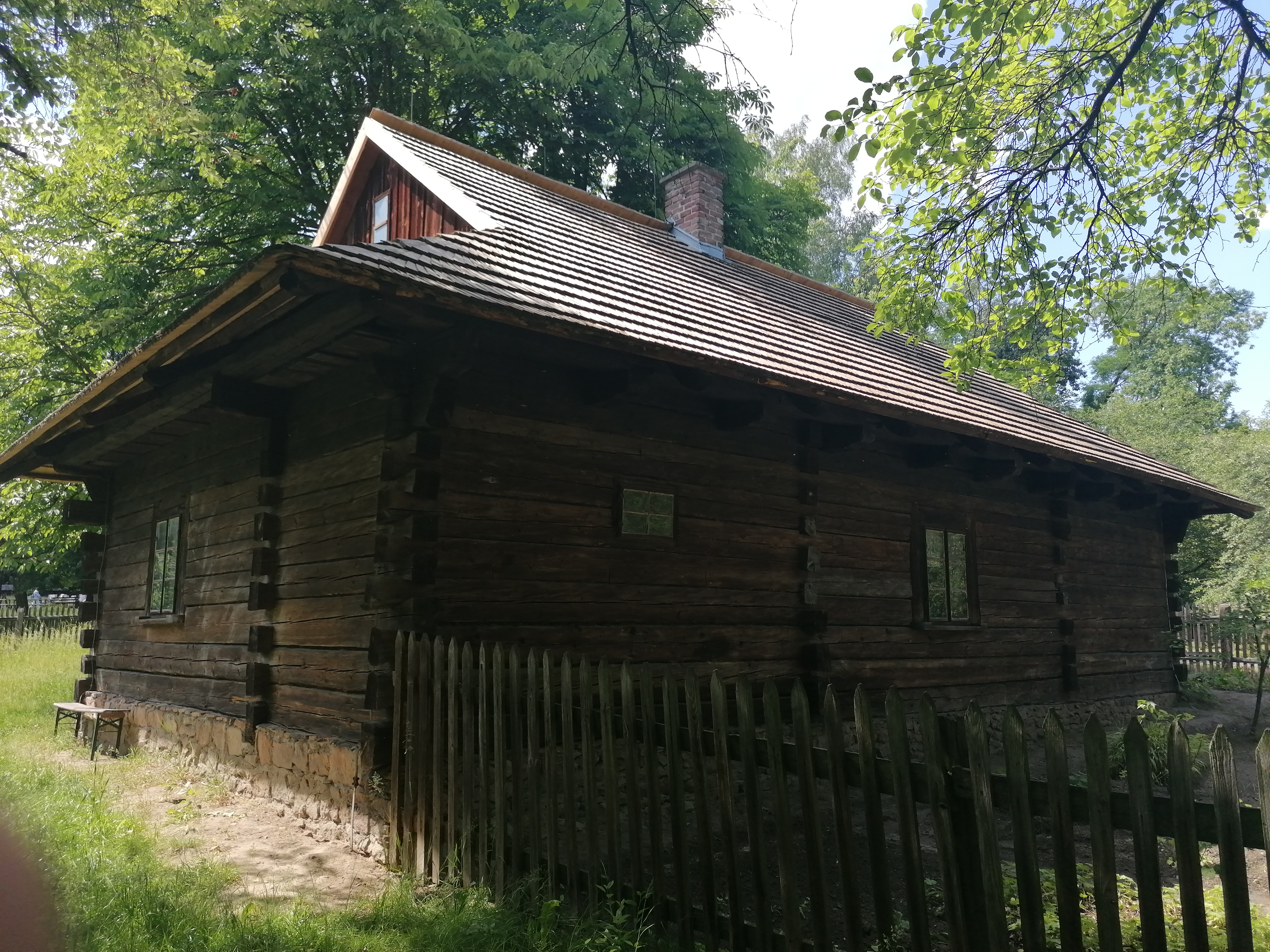
Dom Skibów z Drajoka z 1826 roku, znajdujący się w Górnośląskim Parku Etnograficznym
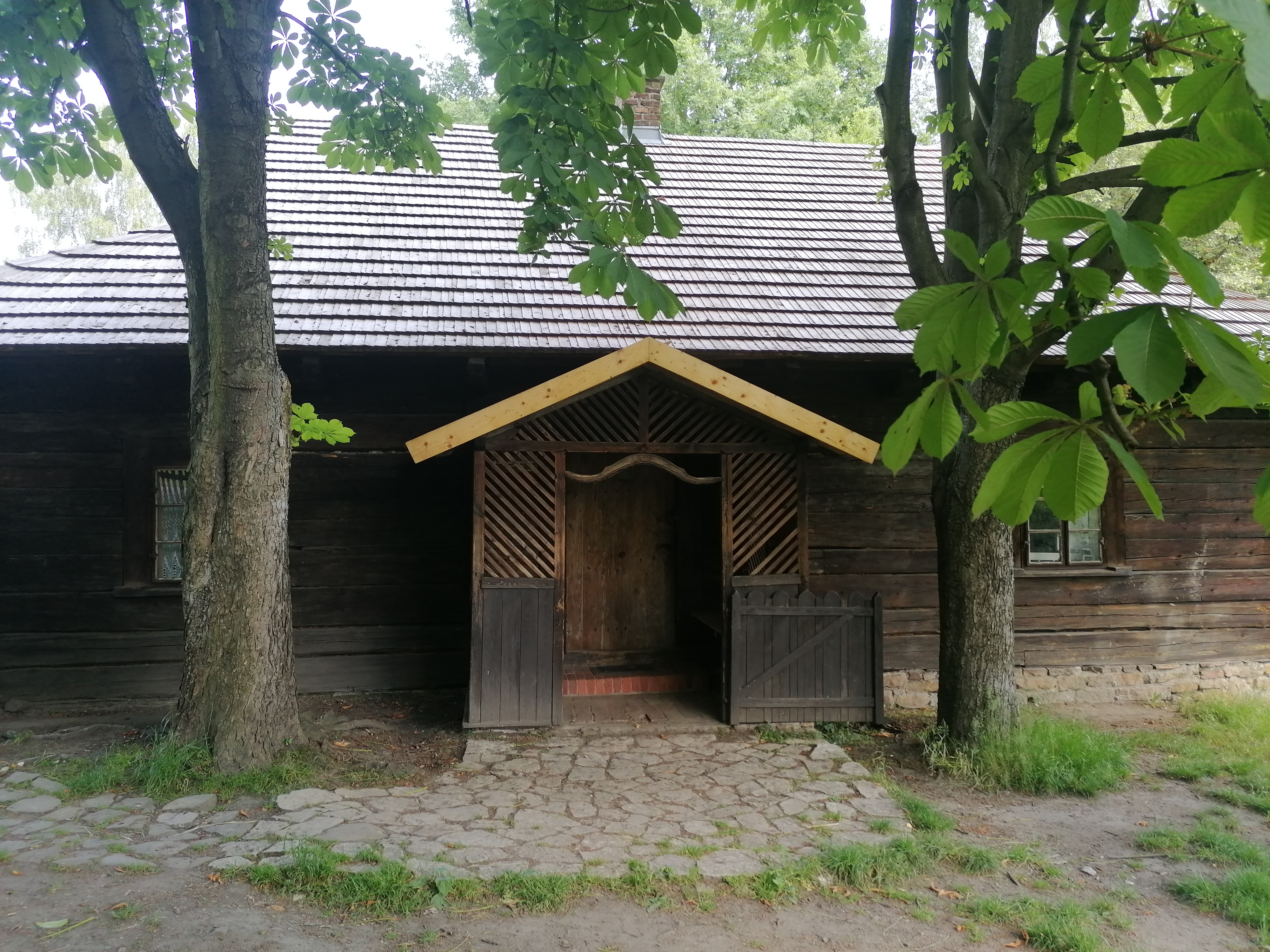
Weranda, dom Skibów z Drajoka